# V liga polska w piłce nożnej (2022/2023)
V liga 2022/2023 to rozgrywki szóstego poziomu ligowego piłki nożnej mężczyzn w Polsce w województwach małopolskim, mazowieckim i wielkopolskim. Najlepsze zespoły awansowały do IV ligi, natomiast najsłabsze zespoły zostały relegowane do klasy okręgowej.

## Zasady rozgrywek
V liga w sezonie 2022/2023 odbywała się w trzech województwach. W województwie wielkopolskim była to 5. edycja, natomiast w województwach małopolskim i mazowieckim rozgrywki te odbyły się po raz pierwszy po reformie rozgrywek.
W województwie wielkopolskim V liga rozgrywana była w 3 grupach, gdzie awans uzyskał mistrz każdej z grup, natomiast wicemistrzowie grali w barażach o awans. W województwach małopolskim i mazowieckim z kolei znajdowały się po 2 grupy V ligi, gdzie awans uzyskali mistrzowie i wicemistrzowie każdej z grup.

## Województwo małopolskie

### Grupa wschodnia

#### Drużyny
| Uczestnicy klasy okręgowej w sezonie 2021/2022                                                                | Uczestnicy klasy okręgowej w sezonie 2021/2022 | Uczestnicy klasy okręgowej w sezonie 2021/2022 | Uczestnicy klasy okręgowej w sezonie 2021/2022 |
| --- | ---------------------------------------------- | ---------------------------------------------- | ---------------------------------------------- |
| grupa Nowy Sącz I                                                                                             |                                                |                                                |                                                |
| DUN | Dunajec Nowy Sącz                              | 2                                              |                                                |
| grupa Nowy Sącz II                                                                                            |                                                |                                                |                                                |
| OSZ | Orkan Szczyrzyc                                | 1                                              |                                                |
| ZAL | Zalesianka Zalesie                             | 2                                              |                                                |
| grupa Tarnów I                                                                                                |                                                |                                                |                                                |
| DRW | GKS Drwinia                                    | 12                                             |                                                |
| KNI | Korona Niedzieliska                            | 2                                              |                                                |
| grupa Tarnów II                                                                                               |                                                |                                                |                                                |
| GRO | GLKS Gromnik                                   | 13                                             |                                                |
| TUC | Tuchovia Tuchów                                | 2                                              |                                                |
| Spadek z IV ligi 2021/2022                                                                                    |                                                |                                                |                                                |
| grupa małopolska wschód                                                                                       |                                                |                                                |                                                |
| KOL | Kolejarz Stróże                                | 9                                              |                                                |
| BTA | Watra Białka Tatrzańska                        | 10                                             |                                                |
| TAR | Tarnovia Tarnów                                | 11                                             |                                                |
| MTA | Metal Tarnów                                   | 12                                             |                                                |
| SSŁ | Sokół Słopnice                                 | 13                                             |                                                |
| BOC | Bocheński KS                                   | 15                                             |                                                |
| DZA | Dunajec Zakliczyn                              | 16                                             |                                                |
| JAS | Jarmuta Szczawnica                             | 174                                            |                                                |
| RRA | Radłovia Radłów                                | 18                                             |                                                |
| Oznaczenia: - kolumna pierwsza – skróty nazw drużyn, - kolumna trzecia – miejsce zajęte w poprzednim sezonie. |                                                |                                                |                                                |

Objaśnienia:
1. Orkan Szczyrzyc przegrał baraże o awans do IV ligi z GLKS-em Gromnik.
2. GKS Drwina przegrała baraże o awans do IV ligi z Barciczanką Barcice.
3. GLKS Gromnik pomimo wygrania baraży o awans do IV ligi z Orkanem Szczyrzyc przystąpił do rozgrywek V ligi.
4. Jarmuta Szczawnica wycofała się po 17. kolejce.

#### Tabela
| Lp. | Drużyna                         | M  | Z  | R | P  | Bramki | Bramki | Różn. | Pkt | Uwagi                                                          | Bezpośrednio                |
| --- | ------------------------------- | -- | -- | - | -- | ------ | ------ | ----- | --- | -------------------------------------------------------------- | --------------------------- |
| 1   | Watra Białka Tatrzańska (M) (A) | 30 | 23 | 3 | 4  | 81     | 23     | +58   | 72  | Awans do IV ligi                                               |                             |
| 2   | Bocheński KS (A)                | 30 | 20 | 7 | 3  | 79     | 34     | +45   | 67  | Awans do IV ligi                                               | BOC – SSŁ 1:1 SSŁ – BOC 0:0 |
| 3   | Sokół Słopnice                  | 30 | 21 | 4 | 5  | 75     | 30     | +45   | 67  |                                                                | BOC – SSŁ 1:1 SSŁ – BOC 0:0 |
| 4   | GKS Drwinia                     | 30 | 18 | 4 | 8  | 69     | 42     | +27   | 58  |                                                                |                             |
| 5   | Kolejarz Stróże                 | 30 | 17 | 6 | 7  | 74     | 32     | +42   | 57  |                                                                |                             |
| 6   | Tarnovia Tarnów                 | 30 | 15 | 3 | 12 | 49     | 42     | +7    | 48  |                                                                |                             |
| 7   | Dunajec Nowy Sącz               | 30 | 13 | 8 | 9  | 43     | 37     | +6    | 47  |                                                                |                             |
| 8   | GLKS Gromnik                    | 30 | 12 | 6 | 12 | 44     | 46     | −2    | 42  | GRO: 7 pkt, różn. +3 MTA: 7 pkt, różn. +2 DZA: 3 pkt, różn. -5 |                             |
| 9   | Metal Tarnów                    | 30 | 12 | 6 | 12 | 66     | 46     | +20   | 42  | GRO: 7 pkt, różn. +3 MTA: 7 pkt, różn. +2 DZA: 3 pkt, różn. -5 |                             |
| 10  | Dunajec Zakliczyn               | 30 | 13 | 3 | 14 | 60     | 62     | −2    | 42  | GRO: 7 pkt, różn. +3 MTA: 7 pkt, różn. +2 DZA: 3 pkt, różn. -5 |                             |
| 11  | Orkan Szczyrzyc                 | 30 | 10 | 5 | 15 | 47     | 66     | −19   | 35  |                                                                |                             |
| 12  | Zalesianka Zalesie              | 30 | 8  | 5 | 17 | 50     | 75     | −25   | 29  |                                                                |                             |
| 13  | Korona Niedzieliska2 (S)        | 30 | 7  | 6 | 17 | 47     | 75     | −28   | 27  | Spadek do klasy B                                              |                             |
| 14  | Radłovia Radłów (S)             | 30 | 7  | 5 | 18 | 42     | 65     | −23   | 26  | Spadek do klasy okręgowej                                      |                             |
| 15  | Tuchovia Tuchów (S)             | 30 | 4  | 3 | 23 | 26     | 113    | −87   | 15  | Spadek do klasy okręgowej                                      |                             |
| 16  | Jarmuta Szczawnica1             | 30 | 2  | 2 | 26 | 25     | 89     | −64   | 8   | Drużyna wycofana                                               |                             |

### Grupa zachodnia

#### Drużyny
| Uczestnicy klasy okręgowej w sezonie 2021/2022                                                                | Uczestnicy klasy okręgowej w sezonie 2021/2022 | Uczestnicy klasy okręgowej w sezonie 2021/2022 | Uczestnicy klasy okręgowej w sezonie 2021/2022 |
| --- | ---------------------------------------------- | ---------------------------------------------- | ---------------------------------------------- |
| grupa Kraków I                                                                                                |                                                |                                                |                                                |
| SOZ | Spójnia Osiek-Zimnodół                         | 1                                              |                                                |
| BŁM | Błękitni Modlnica                              | 2                                              |                                                |
| grupa Kraków II                                                                                               |                                                |                                                |                                                |
| RUD | Orlęta Rudawa                                  | 2                                              |                                                |
| grupa Kraków III                                                                                              |                                                |                                                |                                                |
| ZJE | Zjednoczeni Branice                            | 12                                             |                                                |
| SIE | Karpaty Siepraw                                | 2                                              |                                                |
| grupa Wadowice                                                                                                |                                                |                                                |                                                |
| NNW | Niwa Nowa Wieś                                 | 2                                              |                                                |
| Spadek z IV ligi 2021/2022                                                                                    |                                                |                                                |                                                |
| grupa małopolska zachód                                                                                       |                                                |                                                |                                                |
| PCI | Pcimianka Pcim                                 | 9                                              |                                                |
| TBI | Tempo Białka                                   | 10                                             |                                                |
| GIE | Jutrzenka Giebułtów                            | 11                                             |                                                |
| KOB | Sokół Kocmyrzów Baranówka                      | 12                                             |                                                |
| TRZ | MKS Trzebinia                                  | 13                                             |                                                |
| GA2 | Garbarnia II Kraków                            | 14                                             |                                                |
| CHE | KS Chełmek                                     | 15                                             |                                                |
| WGR | Wiślanka Grabie                                | 16                                             |                                                |
| CLE | Clepardia Kraków                               | 17                                             |                                                |
| Oznaczenia: - kolumna pierwsza – skróty nazw drużyn, - kolumna trzecia – miejsce zajęte w poprzednim sezonie. |                                                |                                                |                                                |

Objaśnienia:
1. Spójnia Osiek-Zimnodół przegrała baraże o awans do IV ligi z Kalwarianką Kalwarią Zebrzydowską.
2. Zjednoczeni Branice przegrali baraż o awans do IV ligi z Radziszowianką Radziszów.

#### Tabela
| Lp. | Drużyna                   | M  | Z  | R | P  | Bramki | Bramki | Różn. | Pkt | Uwagi                       | Bezpośrednio |
| --- | ------------------------- | -- | -- | - | -- | ------ | ------ | ----- | --- | --------------------------- | ------------ |
| 1   | Niwa Nowa Wieś (M) (A)    | 28 | 21 | 2 | 5  | 67     | 42     | +25   | 65  | Awans do IV ligi            |              |
| 2   | MKS Trzebinia (A)         | 28 | 20 | 4 | 4  | 97     | 38     | +59   | 64  | Awans do IV ligi            |              |
| 3   | Tempo Białka              | 28 | 19 | 6 | 3  | 90     | 48     | +42   | 63  |                             |              |
| 4   | Wiślanka Grabie           | 28 | 14 | 8 | 6  | 53     | 36     | +17   | 50  |                             |              |
| 5   | Pcimianka Pcim            | 28 | 13 | 6 | 9  | 71     | 43     | +28   | 45  |                             |              |
| 6   | KS Chełmek                | 28 | 12 | 5 | 11 | 58     | 61     | −3    | 41  |                             |              |
| 7   | Sokół Kocmyrzów Baranówka | 28 | 12 | 3 | 13 | 48     | 44     | +4    | 39  | KOB – SIE 3:0 SIE – KOB 3:1 |              |
| 8   | Karpaty Siepraw           | 28 | 13 | 0 | 15 | 50     | 64     | −14   | 39  | KOB – SIE 3:0 SIE – KOB 3:1 |              |
| 9   | Jutrzenka Giebułtów       | 28 | 10 | 7 | 11 | 59     | 49     | +10   | 37  |                             |              |
| 10  | Garbarnia II Kraków       | 28 | 8  | 4 | 16 | 44     | 62     | −18   | 28  | GA2 – SOZ 5:3 SOZ – GA2 1:2 |              |
| 11  | Spójnia Osiek-Zimnodół    | 28 | 7  | 7 | 14 | 63     | 76     | −13   | 28  | GA2 – SOZ 5:3 SOZ – GA2 1:2 |              |
| 12  | Błękitni Modlnica         | 28 | 7  | 6 | 15 | 49     | 90     | −41   | 27  |                             |              |
| 13  | Orlęta Rudawa (S)         | 28 | 6  | 8 | 14 | 44     | 68     | −24   | 26  | Spadek do klasy okręgowej   |              |
| 14  | Zjednoczeni Branice (S)   | 28 | 6  | 5 | 17 | 36     | 59     | −23   | 23  | Spadek do klasy okręgowej   |              |
| 15  | Clepardia Kraków (S)      | 28 | 3  | 7 | 18 | 25     | 74     | −49   | 16  | Spadek do klasy okręgowej   |              |

## Województwo mazowieckie

### Grupa I

#### Drużyny
| Uczestnicy klasy okręgowej w sezonie 2021/2022                                                                | Uczestnicy klasy okręgowej w sezonie 2021/2022 | Uczestnicy klasy okręgowej w sezonie 2021/2022 | Uczestnicy klasy okręgowej w sezonie 2021/2022 |
| --- | ---------------------------------------------- | ---------------------------------------------- | ---------------------------------------------- |
| grupa Ciechanów-Ostrołęka                                                                                     |                                                |                                                |                                                |
| PPŁ | PAF Płońsk                                     | 1                                              |                                                |
| CIE | MKS Ciechanów                                  | 2                                              |                                                |
| PUŁ | Nadnarwianka Pułtusk                           | 31                                             |                                                |
| grupa Płock                                                                                                   |                                                |                                                |                                                |
| AMA | Amator Maszewo                                 | 1                                              |                                                |
| SDO | Skra Drobin                                    | 2                                              |                                                |
| grupa Warszawa I                                                                                              |                                                |                                                |                                                |
| KTS | KTS Weszło                                     | 1                                              |                                                |
| PO2 | Polonia II Warszawa                            | 2                                              |                                                |
| grupa Warszawa II                                                                                             |                                                |                                                |                                                |
| OKĘ | Okęcie Warszawa                                | 2                                              |                                                |
| Spadek z IV ligi 2021/2022                                                                                    |                                                |                                                |                                                |
| grupa mazowiecka północ                                                                                       |                                                |                                                |                                                |
| ŻUR | Wkra Żuromin                                   | 12                                             |                                                |
| UNI | Unia Warszawa                                  | 13                                             |                                                |
| SSE | Sokół Serock                                   | 14                                             |                                                |
| DRU | Drukarz Warszawa                               | 15                                             |                                                |
| HWO | Huragan Wołomin                                | 16                                             |                                                |
| ŻNA | Żbik Nasielsk                                  | 17                                             |                                                |
| MMA | Makowianka Maków Mazowiecki                    | 18                                             |                                                |
| Oznaczenia: - kolumna pierwsza – skróty nazw drużyn, - kolumna trzecia – miejsce zajęte w poprzednim sezonie. |                                                |                                                |                                                |

Objaśnienia:
1. Nadnarwianka Pułtusk wygrała baraże o awans do V ligi z Mazurem Gostynin.

#### Tabela
| Lp. | Drużyna                     | M  | Z  | R | P  | Bramki | Bramki | Różn. | Pkt | Uwagi                       | Bezpośrednio                |
| --- | --------------------------- | -- | -- | - | -- | ------ | ------ | ----- | --- | --------------------------- | --------------------------- |
| 1   | KTS Weszło (M) (A)          | 28 | 28 | 0 | 0  | 156    | 14     | +142  | 84  | Awans do IV ligi            |                             |
| 2   | Sokół Serock (A)            | 28 | 19 | 4 | 5  | 79     | 38     | +41   | 61  | Awans do IV ligi            |                             |
| 3   | Polonia II Warszawa         | 28 | 14 | 6 | 8  | 69     | 29     | +40   | 48  |                             | PO2 – MMA 5:0 MMA – PO2 3:0 |
| 4   | Makowianka Maków Mazowiecki | 28 | 15 | 3 | 10 | 57     | 63     | −6    | 48  |                             | PO2 – MMA 5:0 MMA – PO2 3:0 |
| 5   | Okęcie Warszawa             | 28 | 13 | 6 | 9  | 60     | 45     | +15   | 45  |                             |                             |
| 6   | Drukarz Warszawa            | 28 | 12 | 7 | 9  | 49     | 42     | +7    | 43  |                             |                             |
| 7   | MKS Ciechanów               | 28 | 13 | 3 | 12 | 46     | 49     | −3    | 42  |                             |                             |
| 8   | Nadnarwianka Pułtusk        | 28 | 11 | 8 | 9  | 52     | 49     | +3    | 41  |                             |                             |
| 9   | Żbik Nasielsk               | 28 | 12 | 4 | 12 | 72     | 66     | +6    | 40  |                             |                             |
| 10  | Huragan Wołomin             | 28 | 8  | 8 | 12 | 42     | 46     | −4    | 32  | HWO – UNI 2:1 UNI – HWO 0:0 |                             |
| 11  | Unia Warszawa               | 28 | 9  | 5 | 14 | 40     | 59     | −19   | 32  | HWO – UNI 2:1 UNI – HWO 0:0 |                             |
| 12  | PAF Płońsk                  | 28 | 8  | 5 | 15 | 45     | 68     | −23   | 29  |                             |                             |
| 13  | Amator Maszewo              | 28 | 8  | 6 | 14 | 47     | 75     | −28   | 30  |                             |                             |
| 14  | Wkra Żuromin (S)            | 28 | 5  | 1 | 22 | 33     | 100    | −67   | 16  | Spadek do klasy okręgowej   |                             |
| 15  | Skra Drobin (S)             | 28 | 2  | 2 | 24 | 26     | 130    | −104  | 8   | Spadek do klasy okręgowej   |                             |

### Grupa II

#### Drużyny
| Uczestnicy klasy okręgowej w sezonie 2021/2022                                                                | Uczestnicy klasy okręgowej w sezonie 2021/2022 | Uczestnicy klasy okręgowej w sezonie 2021/2022 | Uczestnicy klasy okręgowej w sezonie 2021/2022 |
| --- | ---------------------------------------------- | ---------------------------------------------- | ---------------------------------------------- |
| grupa Radom                                                                                                   |                                                |                                                |                                                |
| PRO | LKS Promna                                     | 1                                              |                                                |
| DJE | Drogowiec Jedlińsk                             | 2                                              |                                                |
| grupa Siedlce                                                                                                 |                                                |                                                |                                                |
| MM2 | Mazovia II Mińsk Mazowiecki                    | 1                                              |                                                |
| JAB | Jabłonianka Jabłonna Lacka                     | 2                                              |                                                |
| grupa Warszawa I                                                                                              |                                                |                                                |                                                |
| JÓZ | Józefovia Józefów                              | 31                                             |                                                |
| grupa Warszawa II                                                                                             |                                                |                                                |                                                |
| CHL | LKS Chlebnia                                   | 1                                              |                                                |
| KTE | KS Teresin                                     | 32                                             |                                                |
| Spadek z IV ligi 2021/2022                                                                                    |                                                |                                                |                                                |
| grupa mazowiecka południe                                                                                     |                                                |                                                |                                                |
| EKO | Energia Kozienice                              | 103                                            |                                                |
| THM | Tygrys Huta Mińska                             | 11                                             |                                                |
| PS2 | Pogoń II Siedlce                               | 12                                             |                                                |
| MIM | Milan Milanówek                                | 13                                             |                                                |
| SOP | Podlasie Sokołów Podlaski                      | 14                                             |                                                |
| ŻYR | Żyrardowianka Żyrardów                         | 15                                             |                                                |
| SKÓ | Naprzód Skórzec                                | 16                                             |                                                |
| PDW | Płomień Dębe Wielkie                           | 17                                             |                                                |
| Oznaczenia: - kolumna pierwsza – skróty nazw drużyn, - kolumna trzecia – miejsce zajęte w poprzednim sezonie. |                                                |                                                |                                                |

Objaśnienia:
1. Józefovia Józefów wygrała baraże o awans do V ligi z Orłem Unin.
2. KS Teresin wygrał baraże o awans do V ligi z Orłem Wierzbica.
3. Energia Kozienice przegrała baraże o utrzymanie w IV lidze z MKS-em Przasnysz.

#### Tabela
| Lp. | Drużyna                        | M  | Z  | R | P  | Bramki | Bramki | Różn. | Pkt | Uwagi                       | Bezpośrednio                |
| --- | ------------------------------ | -- | -- | - | -- | ------ | ------ | ----- | --- | --------------------------- | --------------------------- |
| 1   | Józefovia Józefów (M) (A)      | 28 | 20 | 4 | 4  | 70     | 27     | +43   | 64  | Awans do IV ligi            | JÓZ – DJE 3:1 DJE – JÓZ 1:1 |
| 2   | Drogowiec Jedlińsk (A)         | 28 | 20 | 4 | 4  | 72     | 26     | +46   | 64  | Awans do IV ligi            | JÓZ – DJE 3:1 DJE – JÓZ 1:1 |
| 3   | Energia Kozienice              | 28 | 20 | 2 | 6  | 75     | 34     | +41   | 62  |                             |                             |
| 4   | LKS Promna                     | 28 | 16 | 8 | 4  | 70     | 38     | +32   | 56  |                             |                             |
| 5   | Podlasie Sokołów Podlaski      | 28 | 17 | 4 | 7  | 73     | 49     | +24   | 55  |                             |                             |
| 6   | LKS Chlebnia                   | 28 | 16 | 4 | 8  | 78     | 35     | +43   | 52  |                             |                             |
| 7   | Milan Milanówek                | 28 | 15 | 4 | 9  | 55     | 39     | +16   | 49  |                             |                             |
| 8   | Tygrys Huta Mińska             | 28 | 14 | 4 | 10 | 64     | 39     | +25   | 46  |                             |                             |
| 9   | KS Teresin                     | 28 | 9  | 5 | 14 | 43     | 54     | −11   | 32  |                             |                             |
| 10  | Mazovia II Mińsk Mazowiecki    | 28 | 7  | 7 | 14 | 43     | 57     | −14   | 28  | MM2 – SKÓ 1:4 SKÓ – MM2 0:3 |                             |
| 11  | Naprzód Skórzec                | 28 | 9  | 1 | 18 | 39     | 63     | −24   | 28  | MM2 – SKÓ 1:4 SKÓ – MM2 0:3 |                             |
| 12  | Płomień Dębe Wielkie           | 28 | 6  | 3 | 19 | 30     | 87     | −57   | 21  |                             |                             |
| 13  | Żyrardowianka Żyrardów         | 28 | 5  | 4 | 19 | 26     | 72     | −46   | 19  |                             |                             |
| 14  | Pogoń II Siedlce (S)           | 28 | 4  | 5 | 19 | 22     | 47     | −25   | 17  | Spadek do klasy okręgowej   |                             |
| 15  | Jabłonianka Jabłonna Lacka (S) | 28 | 2  | 1 | 25 | 19     | 112    | −93   | 7   | Spadek do klasy okręgowej   |                             |

## Województwo wielkopolskie

### Grupa I

#### Drużyny
| Uczestnicy poprzedniej edycji                                                                                 | Uczestnicy poprzedniej edycji | Uczestnicy poprzedniej edycji | Uczestnicy poprzedniej edycji |
| --- | ----------------------------- | ----------------------------- | ----------------------------- |
| grupa wielkopolska I                                                                                          |                               |                               |                               |
| ŁOB | Pogoń Łobżenica               | 3                             |                               |
| ZGO | Zamek Gołańcz                 | 4                             |                               |
| CHO | Polonia Chodzież              | 6                             |                               |
| LTR | Lubuszanin Trzcianka          | 7                             |                               |
| SPO | Sparta Oborniki               | 8                             |                               |
| BŁW | Błękitni Wronki               | 10                            |                               |
| KST | Korona Stróżewo               | 11                            |                               |
| MGO | Concordia Murowana Goślina    | 12                            |                               |
| WSK | Wełna Skoki                   | 13                            |                               |
| MAR | Leśnik Margonin               | 14                            |                               |
| grupa wielkopolska II                                                                                         |                               |                               |                               |
| MSW | Meblorz Swarzędz              | 21                            |                               |
| PIK | Piast Kobylnica               | 3                             |                               |
| LKO | 1922 Lechia Kostrzyn          | 8                             |                               |
| CZA | Czarni Czerniejewo            | 12                            |                               |
| Awans z klasy okręgowej 2021/2022                                                                             |                               |                               |                               |
| grupa wielkopolska I                                                                                          |                               |                               |                               |
| OSM | Orkan Śmiłowo                 | 1                             |                               |
| KŁO | Kłos Budzyń                   | 2                             |                               |
| Oznaczenia: - kolumna pierwsza – skróty nazw drużyn, - kolumna trzecia – miejsce zajęte w poprzednim sezonie. |                               |                               |                               |

Objaśnienia:
1. Meblorz Swarzędz przegrał baraże o awans do IV ligi z Victorią Skarszew.
2. Kłos Budzyń wygrało baraże o V ligę z Pelikanem Grabów nad Prosną.

#### Tabela
| Lp. | Drużyna                        | M  | Z  | R | P  | Bramki | Bramki | Różn. | Pkt | Uwagi                                    | Bezpośrednio                |
| --- | ------------------------------ | -- | -- | - | -- | ------ | ------ | ----- | --- | ---------------------------------------- | --------------------------- |
| 1   | Polonia Chodzież (M) (A)       | 30 | 24 | 4 | 2  | 87     | 25     | +62   | 76  | Awans do IV ligi                         |                             |
| 2   | Pogoń Łobżenica (B)            | 30 | 23 | 2 | 5  | 133    | 56     | +77   | 71  | Baraże o awans do IV ligi                |                             |
| 3   | Zamek Gołańcz                  | 30 | 20 | 4 | 6  | 91     | 50     | +41   | 64  |                                          |                             |
| 4   | Korona Stróżewo                | 30 | 18 | 5 | 7  | 75     | 63     | +12   | 59  |                                          |                             |
| 5   | Meblorz Swarzędz               | 30 | 15 | 9 | 6  | 63     | 37     | +26   | 54  | Przeniesienie do grupy wielkopolskiej II |                             |
| 6   | Lubuszanin Trzcianka           | 30 | 15 | 5 | 10 | 88     | 65     | +23   | 50  |                                          |                             |
| 7   | Kłos Budzyń                    | 30 | 12 | 8 | 10 | 48     | 61     | −13   | 44  |                                          |                             |
| 8   | Piast Kobylnica                | 30 | 12 | 7 | 11 | 62     | 55     | +7    | 43  |                                          |                             |
| 9   | 1922 Lechia Kostrzyn           | 30 | 14 | 0 | 16 | 59     | 65     | −6    | 42  | Przeniesienie do grupy wielkopolskiej II |                             |
| 10  | Leśnik Margonin                | 30 | 10 | 4 | 16 | 59     | 67     | −8    | 34  |                                          |                             |
| 11  | Wełna Skoki                    | 30 | 8  | 6 | 16 | 57     | 74     | −17   | 30  |                                          |                             |
| 12  | Sparta Oborniki                | 30 | 8  | 4 | 18 | 36     | 67     | −31   | 28  |                                          |                             |
| 13  | Orkan Śmiłowo1                 | 30 | 7  | 6 | 17 | 46     | 76     | −30   | 27  | Drużyna wycofana                         | OSM – BŁW 1:1 BŁW – OSM 2:4 |
| 14  | Błękitni Wronki1               | 30 | 7  | 6 | 17 | 51     | 70     | −19   | 27  | Drużyna wycofana                         | OSM – BŁW 1:1 BŁW – OSM 2:4 |
| 15  | Concordia Murowana Goślina (S) | 30 | 5  | 2 | 23 | 36     | 87     | −51   | 17  | Spadek do klasy okręgowej                |                             |
| 16  | Czarni Czerniejewo (S)         | 30 | 4  | 4 | 22 | 39     | 112    | −73   | 16  | Spadek do klasy okręgowej                |                             |

### Grupa II

#### Drużyny
| Uczestnicy poprzedniej edycji                                                                                 | Uczestnicy poprzedniej edycji          | Uczestnicy poprzedniej edycji | Uczestnicy poprzedniej edycji |
| --- | -------------------------------------- | ----------------------------- | ----------------------------- |
| grupa wielkopolska II                                                                                         |                                        |                               |                               |
| OCH | Orkan Chorzemin                        | 4                             |                               |
| PKB | Polonus Kazimierz Biskupi              | 5                             |                               |
| PRZ | Płomień Przyprostynia                  | 6                             |                               |
| DGW | Nasza Dyskobolia Grodzisk Wielkopolski | 7                             |                               |
| DOP | GKS Dopiewo                            | 9                             |                               |
| POL | Polanin Strzałkowo                     | 11                            |                               |
| grupa wielkopolska I                                                                                          |                                        |                               |                               |
| WLP | Wiara Lecha Poznań                     | 21                            |                               |
| ARP | AP Reissa Poznań                       | 5                             |                               |
| PRZ | Przemysław Poznań                      | 9                             |                               |
| Spadek z IV ligi 2021/2022                                                                                    |                                        |                               |                               |
| grupa wielkopolska                                                                                            |                                        |                               |                               |
| OKŁ | Olimpia Koło                           | 17                            |                               |
| GKN | Górnik Konin                           | 19                            |                               |
| Awans z klasy okręgowej 2021/2022                                                                             |                                        |                               |                               |
| grupa wielkopolska II                                                                                         |                                        |                               |                               |
| SOK | Sokół Pniewy                           | 1                             |                               |
| WIE | Wielkopolska Komorniki                 | 2                             |                               |
| grupa wielkopolska III                                                                                        |                                        |                               |                               |
| KZA | Kłos Zaniemyśl                         | 1                             |                               |
| ŚR2 | Polonia II Środa Wielkopolska          | 23                            |                               |
| grupa wielkopolska IV                                                                                         |                                        |                               |                               |
| PGO | Polonia Golina                         | 1                             |                               |
| Oznaczenia: - kolumna pierwsza – skróty nazw drużyn, - kolumna trzecia – miejsce zajęte w poprzednim sezonie. |                                        |                               |                               |

Objaśnienia:
1. Wiara Lecha Poznań przegrała baraże o awans do IV ligi z Victorią Skarszew.
2. Wielkopolska Komorniki wygrała baraż o awans do V ligi z Polonią II Środa Wielkopolska.
3. Grom Plewiska wycofał się po zakończeniu poprzedniego sezonu, w związku z czym awansowała Polonia II Środa Wielkopolska pomimo porażki w barażach o awans.

#### Tabela
| Lp. | Drużyna                                | M  | Z  | R | P  | Bramki | Bramki | Różn. | Pkt | Uwagi                                   | Bezpośrednio                            |
| --- | -------------------------------------- | -- | -- | - | -- | ------ | ------ | ----- | --- | --------------------------------------- | --------------------------------------- |
| 1   | Wiara Lecha Poznań (M) (A)             | 30 | 23 | 3 | 4  | 107    | 43     | +64   | 72  | Awans do IV ligi                        |                                         |
| 2   | GKS Dopiewo (B)                        | 30 | 20 | 4 | 6  | 89     | 44     | +45   | 64  | Baraże o awans do IV ligi               |                                         |
| 3   | Olimpia Koło                           | 30 | 19 | 5 | 6  | 72     | 46     | +26   | 62  |                                         |                                         |
| 4   | Przemysław Poznań                      | 30 | 14 | 6 | 10 | 50     | 52     | −2    | 48  |                                         |                                         |
| 5   | Górnik Konin                           | 30 | 14 | 5 | 11 | 62     | 49     | +13   | 47  |                                         |                                         |
| 6   | Polonia Golina                         | 30 | 13 | 7 | 10 | 75     | 60     | +15   | 46  | PGO – PKB 7:0 PKB – PGO 0:2             |                                         |
| 7   | Polonus Kazimierz Biskupi              | 30 | 14 | 4 | 12 | 56     | 57     | −1    | 46  | PGO – PKB 7:0 PKB – PGO 0:2             |                                         |
| 8   | Nasza Dyskobolia Grodzisk Wielkopolski | 30 | 12 | 8 | 10 | 55     | 46     | +9    | 44  | Przeniesienie do grupy wielkopolskiej I |                                         |
| 9   | Polanin Strzałkowo                     | 30 | 12 | 5 | 13 | 42     | 65     | −23   | 41  |                                         |                                         |
| 10  | Orkan Chorzemin                        | 30 | 10 | 8 | 12 | 57     | 62     | −5    | 38  | Przeniesienie do grupy wielkopolskiej I |                                         |
| 11  | Kłos Zaniemyśl                         | 31 | 10 | 7 | 14 | 55     | 57     | −2    | 37  |                                         |                                         |
| 12  | Polonia II Środa Wielkopolska          | 30 | 9  | 9 | 12 | 50     | 54     | −4    | 36  | ŚR2 – PRZ 3:2 PRZ – ŚR2 1:3             |                                         |
| 13  | Płomień Przyprostynia                  | 30 | 11 | 3 | 16 | 62     | 73     | −11   | 36  | ŚR2 – PRZ 3:2 PRZ – ŚR2 1:3             | Przeniesienie do grupy wielkopolskiej I |
| 14  | Sokół Pniewy                           | 30 | 7  | 8 | 15 | 49     | 62     | −13   | 29  |                                         | Przeniesienie do grupy wielkopolskiej I |
| 15  | AP Reissa Poznań                       | 30 | 4  | 5 | 21 | 39     | 100    | −61   | 17  |                                         |                                         |
| 16  | Wielkopolska Komorniki (S)             | 30 | 2  | 5 | 23 | 36     | 86     | −50   | 11  | Spadek do klasy okręgowej               |                                         |

### Grupa III

#### Drużyny
| Uczestnicy poprzedniej edycji                                                                                 | Uczestnicy poprzedniej edycji     | Uczestnicy poprzedniej edycji | Uczestnicy poprzedniej edycji |
| --- | --------------------------------- | ----------------------------- | ----------------------------- |
| KKR | Krobianka Krobia                  | 3                             |                               |
| OST | Ostrovia 1909 Ostrów Wielkopolski | 4                             |                               |
| GOS | Kania Gostyń                      | 5                             |                               |
| WŚR | Warta Śrem                        | 6                             |                               |
| KOŹ | Biały Orzeł Koźmin Wielkopolski   | 7                             |                               |
| GRY | GKS Rychtal                       | 9                             |                               |
| RAW | Rawia Rawicz                      | 10                            |                               |
| MRO | Orzeł Mroczeń                     | 11                            |                               |
| ZEF | Zefka Kobyla Góra                 | 12                            |                               |
| KRO | Astra Krotoszyn                   | 13                            |                               |
| PCZ | Piast Czekanów                    | 14                            |                               |
| Spadek z IV ligi 2021/2022                                                                                    |                                   |                               |                               |
| grupa wielkopolska                                                                                            |                                   |                               |                               |
| KA2 | KKS 1925 II Kalisz                | 161                           |                               |
| VOS | Victoria Ostrzeszów               | 18                            |                               |
| Awans z klasy okręgowej 2021/2022                                                                             |                                   |                               |                               |
| grupa wielkopolska V                                                                                          |                                   |                               |                               |
| PPO | Piast Poniec                      | 1                             |                               |
| grupa wielkopolska VI                                                                                         |                                   |                               |                               |
| ZAW | Zawisza Łęka Opatowska            | 1                             |                               |
| Oznaczenia: - kolumna pierwsza – skróty nazw drużyn, - kolumna trzecia – miejsce zajęte w poprzednim sezonie. |                                   |                               |                               |

Objaśnienia:
1. KKS 1925 II Kalisz przegrał baraże o utrzymanie w IV lidze z Meblorzem Swarzędz.

#### Tabela
| Lp. | Drużyna                                   | M  | Z  | R | P  | Bramki | Bramki | Różn. | Pkt | Uwagi                     | Bezpośrednio |
| --- | ----------------------------------------- | -- | -- | - | -- | ------ | ------ | ----- | --- | ------------------------- | ------------ |
| 1   | Ostrovia 1909 Ostrów Wielkopolski (M) (A) | 28 | 20 | 2 | 6  | 79     | 30     | +49   | 62  | Awans do IV ligi          |              |
| 2   | Zawisza Łęka Opatowska (B)                | 28 | 19 | 1 | 8  | 85     | 55     | +30   | 58  | Baraże o awans do IV ligi |              |
| 3   | KKS 1925 II Kalisz                        | 28 | 15 | 6 | 7  | 60     | 29     | +31   | 51  |                           |              |
| 4   | Krobianka Krobia                          | 28 | 15 | 5 | 8  | 74     | 44     | +30   | 50  |                           |              |
| 5   | Piast Czekanów                            | 28 | 15 | 4 | 9  | 50     | 54     | −4    | 49  |                           |              |
| 6   | Kania Gostyń                              | 28 | 13 | 8 | 7  | 68     | 35     | +33   | 47  |                           |              |
| 7   | GKS Rychtal1                              | 28 | 12 | 7 | 9  | 53     | 49     | +4    | 43  | Drużyna wycofana          |              |
| 8   | Zefka Kobyla Góra                         | 28 | 11 | 9 | 8  | 49     | 42     | +7    | 42  |                           |              |
| 9   | Rawia Rawicz                              | 28 | 12 | 5 | 11 | 36     | 30     | +6    | 41  |                           |              |
| 10  | Astra Krotoszyn                           | 28 | 10 | 5 | 13 | 44     | 54     | −10   | 35  |                           |              |
| 11  | Orzeł Mroczeń                             | 28 | 7  | 8 | 13 | 46     | 63     | −17   | 29  |                           |              |
| 12  | Warta Śrem                                | 28 | 5  | 9 | 14 | 38     | 59     | −21   | 24  |                           |              |
| 13  | Victoria Ostrzeszów                       | 28 | 6  | 4 | 18 | 26     | 77     | −51   | 22  |                           |              |
| 14  | Biały Orzeł Koźmin Wielkopolski (S)       | 28 | 5  | 5 | 18 | 30     | 84     | −54   | 20  | Spadek do klasy okręgowej |              |
| 15  | Piast Poniec2                             | 28 | 5  | 2 | 21 | 34     | 67     | −33   | 17  |                           |              |

### Baraże o awans do IV ligi
W barażach o IV ligę miała wziąć udział 15. drużyna IV ligi oraz wicemistrzowie 3 grup wielkopolskiej V ligi. Ostatecznie jednak w związku z wycofaniem się Iskry Szydłowo z IV ligi, 15. drużyna uzyskała bezpośrednie utrzymanie, natomiast w barażach grała 16. drużyna.

#### Półfinał
| 24 czerwca 2023 12:00 | Warta Międzychód · ?'? · ?'? | 2:2 k. 5:4(?:?) | Zawisza Łęka Opatowska · ?'? · ?'? |  |
|                       |                              |                 |                                    |  |

Awans do finału: Warta Międzychód
| 24 czerwca 2023 18:00 | Pogoń Łobżenica · ?'? · ?'? · ?'? · ?'? · ?'? · ?'? | 6:1(?:?) | GKS Dopiewo · ?'? |  |
|                       |                                                     |          |                   |  |

Awans do finału: Pogoń Łobżenica

#### Finał
| 28 czerwca 2023 17:30 | Warta Międzychód · ?'? · ?'? · ?'? | 3:5(?:?) | Pogoń Łobżenica · ?'? · ?'? · ?'? · ?'? · ?'? |  |
|                       |                                    |          |                                               |  |

Zwycięzca baraży: Pogoń Łobżenica